# 唯一
| ウィキペディアには「唯一」という見出しの百科事典記事はありません（タイトルに「唯一」を含むページの一覧/「唯一」で始まるページの一覧）。 代わりにウィクショナリーのページ「唯一」が役に立つかもしれません。 |